# Volley Club Menin
Le Volley Club Menin (en néerlandais Volley Club Menen) est un club de volley-ball belge, évoluant au plus haut niveau national, la Ligue A, lors de la  saison 2020-2021.

## Histoire
Le club Prefaxis Menen est à l'heure actuelle un club routinier du top niveau belge. Son accession à la Ligue A remonte en effet à l'année 2000, époque à laquelle le club a décroché le titre à l'échelon inférieur. Depuis, jamais plus il n'a quitté cette division.
Le milieu des années 2000 fut la meilleure période du club puisque, durant celle-ci, il est parvenu à se hisser 5 années de suite à la 3e ou 4e place du classement. Notons aussi qu'en 2007, le Prefaxis Menen est parvenu brillamment à atteindre la finale en Coupe de Belgique.

## Sponsoring
- Prefaxis
- Par-Ky
- Decospan

## Résultats sportifs

### Palmarès
À ce jour, ce club n'a encore remporté aucun trophée majeur.

### Saison par saison
| Saison    | Championnat | Championnat | Championnat | Championnat | Championnat | Championnat | Championnat | Championnat    | Coupe de Belgique | Supercoupe de Belgique | Coupe d'Europe | Coupe d'Europe | Coupe d'Europe  |
| Saison    | Niveau      | Division    | Phase I     | Pts         | M           | V           | D           | Play-offs      | Coupe de Belgique | Supercoupe de Belgique | Niveau         | Coupe          | Tour            |
| --------- | ----------- | ----------- | ----------- | ----------- | ----------- | ----------- | ----------- | -------------- | ----------------- | ---------------------- | -------------- | -------------- | --------------- |
| 2009-2010 | 1           | Ligue A     | 7e/10       | 24          | 18          | 6           | 12          | -              | ?                 | ?                      | -              | -              | -               |
| 2010-2011 | 1           | Ligue A     | 5e/10       | 29          | 18          | 9           | 9           | 6e/6           | ?                 | -                      | 3              | CC             | 1/4 de finale   |
| 2011-2012 | 1           | Ligue A     | 5e/10       | 35          | 18          | 12          | 6           | 3e/6           | 1/2 finales       | -                      | 3              | CC             | 1/2 finales     |
| 2012-2013 | 1           | Ligue A     | 4e/10       | 28          | 18          | 9           | 9           | 3e/6           | 1/4 de finale     | -                      | 3              | CC             | 1/16e de finale |
| 2013-2014 | 1           | Ligue A     | 6e/9        | 22          | 16          | 7           | 9           | 5e/6           | ?                 | -                      | 2              | CEV            | 1/8e de finale  |
| 2014-2015 | 1           | Ligue A     | 5e/10       | 29          | 18          | 10          | 8           | 5e/6           | 1/4 de finale     | -                      | -              | -              | -               |
| 2015-2016 | 1           | Ligue A     | 5e/10       | 34          | 18          | 11          | 7           | 3e/6           | ?                 | -                      | 3              | CC             | 1/2 finales     |
| 2016-2017 | 1           | Ligue A     | 5e/10       | 36          | 18          | 11          | 7           | 5e/6           | ?                 | -                      | -              | -              | -               |
| 2017-2018 | 1           | Ligue A     | 3e/9        | 33          | 16          | 12          | 4           | 4e/4           | 1/2 finales       | -                      | 3              | CC             | 1/4 de finale   |
| 2018-2019 | 1           | Ligue A     | 4e/10       | 30          | 18          | 10          | 8           | 4e/4           | 1/2 finales       | -                      | 2              | CEV            | 1/16e de finale |
| 2019-2020 | 1           | Ligue A     | 6e/8        | 15          | 14          | 5           | 9           | Qualifications | 1/4 de finale     | -                      | -              | -              | -               |
| 2020-2021 | 1           | Ligue A     | 3e/8        | 26          | 14          | 10          | 4           | 3e/4           | 1/4 de finale     | -                      | -              | -              | -               |

## Joueurs et personnalités du club

### Entraîneurs
- 1999-2006 :  Alain Dardenne
- 2006-2011 :  Kris Tanghe
- 2011-2014 :  Alain Dardenne
- 2014-2015 :  Ron Andelhof
- 2015-2016 :  Igor Juričić
- 2016-2019 :  Ratko Peris
- 2019- :  Frank Depestele

### Joueurs emblématiques
- Ward Coucke
- Kristof Hoho
- Julien Anton
- Frédéric Barais
- Eldin Demirović
- Julien Lemay
- Yacine Louati